# NGC 6240
NGC 6240 è una galassia ultraluminosa all'infrarosso nella costellazione dell'Ofiuco.
La galassia è il residuo della fusione di due galassie più piccole. Il risultato della collisione tra le due galassie progenitrici è un'unica galassia più grande con due distinti nuclei (che contengono ciascuno un buco nero) e una struttura altamente disordinata che include deboli appendici e loop.

La fusione che è iniziata circa 30 milioni di anni fa, e che continuerà per altre decine o centinaia di milioni di anni, ha dato il via ad un'intensa formazione stellare e a numerose esplosioni di supernovae

## Osservazioni
Dato che NGC 6240 è un esempio relativamente vicino di galassia ultraluminosa all'infrarosso (ULIRG), è stata oggetto di studi intensivi degli astronomi per capirne la sua fonte di energia.

La luce infrarossa delle galassie è solitamente originata dalla polvere del mezzo interstellare. Le ULIRG sono enormemente più luminose nell'infrarosso, oltre un bilione (1012) di volte più luminose nell'infrarosso del Sole. Gli astronomi ipotizzavano che l'intenso riscaldamento delle polveri che produce questa emissione poteva essere causato o da un'intensa attività di formazione stellare o da nuclei galattici attivi (che contengono buchi neri supermassivi). Attualmente il consenso generale è che entrambi questi fattori possano essere presenti nelle galassie ultraluminose all'infrarosso.

### Osservazioni ai Raggi X

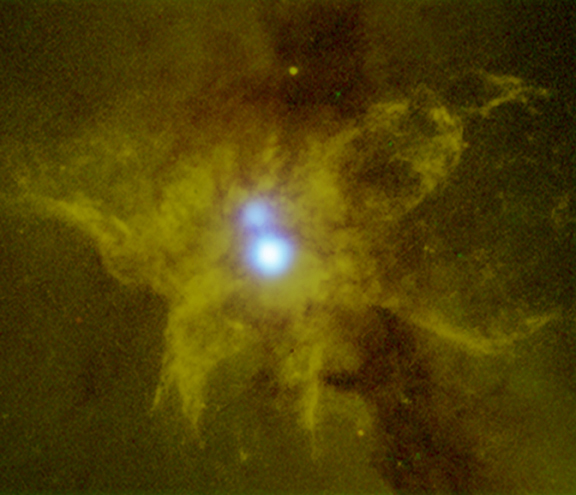
Immagine ai raggi X di NGC 6240 del Chandra X-ray Observatory sovrapposta ad una foto nel visibile. In blu le emissioni di raggi x dai due nuclei galattici attivi

Alcune osservazioni eseguite da Stefanie Komossa e collaboratori con il Chandra X-ray Observatory hanno rilevato forti emissioni di raggi x da entrambi i nuclei della galassia. L'intensità di questa emissione e la presenza di emissioni nella linea del Ferro neutro o lievemente ionizzato, indicano che entrambi i nuclei sono nuclei galattici attivi. Presumibilmente sono i due buchi neri che si trovavano al centro delle due galassie progenitrici alla distanza di soli 3.000 anni luce. Si crede che nel corso di milioni di anni i due buchi neri si avvicineranno fino a formare un buco nero binario supermassivo e alla fine si fonderanno a formare un unico buco nero più grande.